# Финал Кубка Гагарина 2010
Финал Кубка Гагарина 2010 — решающая серия второго розыгрыша Кубка Гагарина в сезоне 2009/10 Континентальной хоккейной лиги 2009/10.
В финале участвовали чемпион Восточной конференции и обладатель Кубка Гагарина 2009 года казанский «Ак Барс» и чемпион Западной конференции ХК МВД. ХК МВД в полуфинале в семи матчах обыграл прошлогоднего финалиста ярославский «Локомотив».

## Общая информация
Серия стартовала 15 апреля матчем на площадке ХК МВД. В первых четырёх матчах побеждали только гости (сначала дважды выиграл «Ак Барс», но затем ХК МВД выиграл два матча в Казани), лишь в пятом матче ХК МВД сумел победить на домашнем льду (3:2, победная шайба на счету защитника Романа Дерлюка). В шестом матче «Ак Барс» дома разгромил подмосковный клуб со счётом 7:1; пять очков (1+4) набрал защитник казанской команды Алексей Емелин (в 46 матчах регулярного сезона на счету Емелина было всего 7 очков). Единственную шайбу в ворота хозяев ХК МВД забросил лишь за две минуты до конца при счёте 0:7.
Обладатель Кубка был определён 27 апреля 2010 года в Балашихе. В начале второго периода счёт открыл 28-летний нападающий «Ак Барса» Никита Алексеев. На 36-й минуте вторую шайбу в ворота голкипера ХК МВД Майкла Гарнетта забросил Нико Капанен. Хозяева впервые в серии не смогли забросить ни одной шайбы (в предыдущих шести матчах забрасывали обе команды). Как и в 2009 году «Ак Барс» выиграл в седьмом матче финала, в котором финский вратарь клуба не пропустил ни одной шайбы. В 2009 году это был Фредрик Норрена, в 2010 году — Петри Веханен, отразивший 30 бросков.
«Ак Барс» защитил свой титул 2009 года. Самым ценным игроком Кубка Гагарина 2010 года был признан защитник «Ак Барса» Илья Никулин.

## Путь к финалу
| Восточная конференция |          |               |            |                                        |
| Стадия                | Соперник | Соперник      | Общий счёт | Результаты игр                         |
| 1/8 финала            | 6        | Барыс         | 3 - 0      | 4:3 (ОТ), 4:2, 3:1                     |
| 1/4 финала            | 2        | Металлург Мг  | 4 - 2      | 4:0, 3:2, 0:1 (ОТ), 1:2, 3:1, 3:1      |
| 1/2 финала            | 1        | Салават Юлаев | 4 - 2      | 4:3, 2:1 (ОТ), 3:2 (ОТ), 2:4, 1:2, 2:1 |

| Западная конференция |          |           |            |                                             |
| Стадия               | Соперник | Соперник  | Общий счёт | Результаты игр                              |
| 1/8 финала           | 7        | ЦСКА      | 3 - 0      | 3:1, 4:2, 5:2                               |
| 1/4 финала           | 8        | Динамо Р  | 4 - 1      | 4:1, 2:0, 3:1, 4:5 (ОТ), 3:2 (ОТ)           |
| 1/2 финала           | 5        | Локомотив | 4 - 3      | 3:2 (ОТ), 1:2 (ОТ), 6:4, 1:6, 0:4, 3:1, 2:1 |

## Ак Барс — ХК МВД
| Команда | 15.04 | 16.04 | 19.04 | 20.04 | 23.04 | 25.04 | 27.04 | Итог |
| ------- | ----- | ----- | ----- | ----- | ----- | ----- | ----- | ---- |
| ХК МВД  | 2     | 1     | 3     | 2     | 3     | 1     | 0     | 3    |
| Ак Барс | 3     | 4     | 2     | 1     | 2     | 7     | 2     | 4    |

| Обладатель Кубка Гагарина 2010 |
| ------------------------------ |
| Ак Барс 2-й титул              |